# Kamelotia
Kamelotia (Camelotia borealis) – zauropod z rodziny melanorozaurów (Melanorosauridae); nazwa pochodzi od zamku Camelot, który miał się znajdować w pobliżu miejsca znalezienia szczątków tego dinozaura.
Żył w okresie późnego triasu (ok. 209-205 mln lat temu) na terenach współczesnej Europy. Długość ciała ok. 9 m, wysokość ok. 2 m, ciężar ok. 1 t. Jego szczątki znaleziono w Anglii (w hrabstwie Somerset).